# NGC 255
NGC 255 هي مجرة حلزونية تقع في في كوكبة قيطس (كوكبة). تم اكتشافها في 27 نوفمبر 1785 من قبل فريدريك وليام هيرشيل.

## وصلات خارجية
- NGC 255 على موقع ويكي سكاي: DSS2, SDSS, GALEX, IRAS, Hydrogen α, X-Ray, Astrophoto, Sky Map, Articles and images